# Олисе, Майкл
Майкл Акпови́ Олисе́ (англ. Michael Akpovie Olise; родился 12 декабря 2001) — английский и французский футболист, полузащитник немецкого клуба «Бавария» и сборной Франции.

## Клубная карьера
Уроженец Хаммерсмита, Майкл тренировался в футбольных академиях «Арсенала», «Челси» и «Манчестер Сити». В 2016 году стал игроком футбольной академии «Рединга». 12 марта 2019 года дебютировал в основном составе «Рединга» в матче Чемпионшипа против «Лидс Юнайтед». 19 сентября 2020 года забил свой первый гол за Рединг в матче против «Барнсли». Всего в сезоне 2020/21 Олисе забил за Рединг 7 мячей в 44 матчах и был номинирован на звание лучшего молодого игрока в Английской футбольной лиге.
8 июля 2021 года перешёл в «Кристал Пэлас», подписав с клубом пятилетний контракт. 11 сентября 2021 года дебютировал за свой новый клуб в матче Премьер-лиги против «Тоттенхэм Хотспур», выйдя на замену Джордану Айю. 3 октября 2021 года забил свой первый гол за «орлов» в матче против «Лестер Сити», став самым молодым бомбардиром «Пэлас» в Премьер-лиге со времен Клинтона Моррисона.
В августе 2023 года «Челси» активировал опцию выкупа контракта Олисе в размере 35 млн фунтов, но футболист отверг предложение «пенсионеров» и подписал новый контракт с «Кристал Пэлас».
В июле 2024 года перешёл в мюнхенскую «Баварию», подписав контракт до 2029 года. Сумма трансфера составила 45 млн фунтов, ещё 5 млн предусмотрены в виде бонусов.

## Карьера в сборной
В июне 2019 года провёл два товарищеских матча за сборную Франции до 18 лет.
В марте 2022 года дебютировал за сборную Франции до 21 года.
Участник летних Олимпийских игр 2024 года.
29 августа 2024 года был впервые вызван в основную сборную тренером Дидье Дешамом на матчи Лиги наций со сборными Италии и Бельгии. Майкл дебютировал за основную сборную 6 сентября в матче Лиги наций со сборной Италии (1:3). 23 марта 2025 года Олисе в ответном матче 1/4 финала Лиги наций со сборной Хорватии забил свой первый мяч за сборную Франции (2:0). 

## Клубная статистика
| Выступление      | Выступление      | Выступление      | Лига | Лига | Кубки | Кубки | Еврокубки | Еврокубки | Прочие | Прочие | Итого | Итого |
| Клуб             | Лига             | Сезон            | Игры | Голы | Игры  | Голы  | Игры      | Голы      | Игры   | Голы   | Игры  | Голы  |
| ---------------- | ---------------- | ---------------- | ---- | ---- | ----- | ----- | --------- | --------- | ------ | ------ | ----- | ----- |
| Рединг           | Чемпионшип       | 2018/19          | 4    | 0    | 0     | 0     | 0         | 0         | 0      | 0      | 4     | 0     |
| Рединг           | Чемпионшип       | 2019/20          | 19   | 0    | 4     | 0     | 0         | 0         | 0      | 0      | 23    | 0     |
| Рединг           | Чемпионшип       | 2020/21          | 44   | 7    | 2     | 0     | 0         | 0         | 0      | 0      | 46    | 7     |
| Рединг           | Итого            | Итого            | 67   | 7    | 6     | 0     | 0         | 0         | 0      | 0      | 73    | 7     |
| Кристал Пэлас    | Премьер-лига     | 2021/22          | 26   | 2    | 5     | 2     | 0         | 0         | 0      | 0      | 31    | 4     |
| Кристал Пэлас    | Премьер-лига     | 2022/23          | 37   | 2    | 3     | 0     | 0         | 0         | 0      | 0      | 40    | 2     |
| Кристал Пэлас    | Премьер-лига     | 2023/24          | 19   | 10   | 0     | 0     | 0         | 0         | 0      | 0      | 19    | 10    |
| Кристал Пэлас    | Итого            | Итого            | 82   | 14   | 8     | 2     | 0         | 0         | 0      | 0      | 90    | 16    |
| Бавария          | Бундеслига       | 2024/25          | 33   | 11   | 2     | 0     | 14        | 5         | 0      | 0      | 49    | 16    |
| Бавария          | Итого            | Итого            | 33   | 11   | 2     | 0     | 14        | 5         | 0      | 0      | 49    | 16    |
| Всего за карьеру | Всего за карьеру | Всего за карьеру | 182  | 32   | 16    | 2     | 14        | 5         | 0      | 0      | 212   | 39    |

## Личная жизнь
Родился в Англии в семье нигерийца и франко-алжирки.

## Достижения

### Командные
«Бавария»
- Чемпион Германии: 2024/25
- Обладатель Суперкубка Германии: 2025

Сборная Франции
- Серебряный призëр Олимпийских игр: 2024
- Бронзовый призёр Лиги наций УЕФА: 2024/25

### Личные
- Молодой игрок сезона Чемпионшипа: 2020/21[18]
- Игрок сезона в «Кристал Пэлас» по мнению игроков клуба: 2022/23[19]
- Новичок сезона Бундеслиги: 2024/25[20]
- Новичок месяца Бундеслиги: октябрь 2024[21]
- Игрок месяца Бундеслиги: апрель 2025[22]
- Вошëл в символическую сборную сезона Бундеслиги: 2024/25[23]
- Вошëл в символическую сборную сезона Бундеслиги по мнению VDV: 2024/25[24]